# 石ノ森章太郎ふるさと記念館
石ノ森章太郎ふるさと記念館（いしのもりしょうたろうふるさときねんかん）は、漫画家・石ノ森章太郎の出身地である宮城県登米市中田町石森に立地する記念館（マンガミュージアム）である。2000年（平成12年）7月20日に開館。すぐ側には、石ノ森章太郎の生家がある。

## 施設

### 常設展示室
『人間 石ノ森章太郎』を紹介する展示室
投稿するボク
石ノ森の子供時代のフィギュア
床下展示コーナー
石ノ森の年表
トキワ荘再現コーナー
トキワ荘の石ノ森の自室を再現した展示。
墨汁一滴
肉筆回覧誌『墨汁一滴』をデジタルで閲覧することができる。
お祝い扇子
石ノ森の漫画家生活45周年を祝って45名の漫画家から送られたもの。現在は複製品を展示している。
石ノ森章太郎のたからもの
電動ジオラマ『生家の秘密』
ライブラリー
図書ライブラリー、デジタルライブラリー、ビデオライブラリーがあり、石ノ森作品が閲覧できる。
ビデオシアター
オリジナルアニメ『小川のメダカ』を上映。監督は村野守美、制作はマッドハウス。

### 企画展示室
様々なアニメや漫画の展示を行う『特別企画展』や、『自主企画展』が行われる。

### 石ノ森章太郎生家

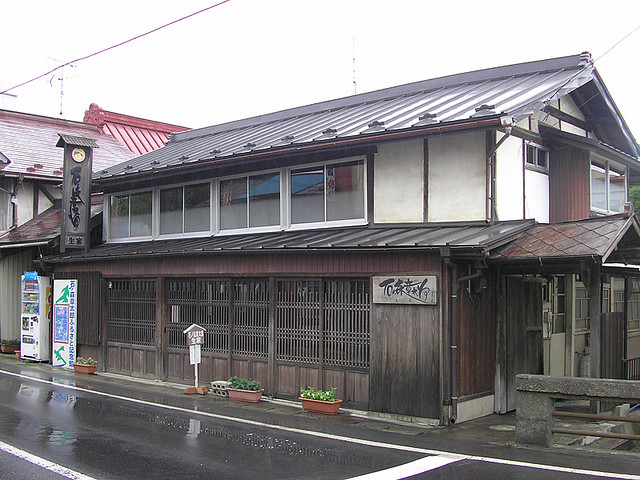
石ノ森章太郎生家

正門前駐車場から南に50 mほどの場所にある。少年時代に使っていた机などが無料で展示されている。

## 利用情報
開館時間
午前9時30分 - 午後5時00分（※7月と8月は「午前9時00分 - 午後6時00分」に変更）
休館日
毎週月曜（月曜が祝日の場合はその翌日）と年末年始（12月29日 - 翌年1月3日）
入館料
- 有料（通常時と特別企画展示開催時で異なる[2]）

## アクセス
公共交通機関
- JR東北本線石越駅より登米市民バス「章太郎記念館前」停留所下車、徒歩1分。

自動車
- 東北自動車道若柳金成ICより宮城県道4号中田栗駒線を経由して約25分。
- 三陸沿岸道路登米ICよりみやぎ県北高速幹線道路を経由。同道路佐沼IC下車、約7分。

## その他
- 当館では2021年（令和3年）に放送された、NHKの連続テレビ小説『おかえりモネ』のロケ撮影が行われたことがあった[3]。